# Eliyahu Tamler
Eliyahu Tamler (în ebraică אליהו טמלר, cunoscut și sub numele de Yehoshua sau Edi; n. Eduard Samuel Tamler; n. 25 august 1919, Zastavna, România – d. 30 aprilie 1948, Jaffa, Palestina sub mandat britanic) a fost un sionist român și un lider important al organizației paramilitare evreiești Irgun (Etzel), activ în perioada războiului civil din Palestina Mandatară.

## Biografie

### Tinerețe
S-a născut în 1919 în orașul Zastavna, pe atunci parte a Regatului României, într-o familie evreiască. Tatăl său, Avraham Tamler, a fost un cunoscut activist sionist. După moartea tatălui, când Eliyahu avea 13 ani, a continuat studiile în Cernăuți, urmând gimnaziul local și mai târziu cursurile universității locale, fără a le finaliza.
În 1939 a emigrat în Palestina sub mandat britanic, sosind la bordul navei Parita din Constanța, împreună cu 857 de activiști ai mișcării Beitar. Călătoria a durat 42 de zile, iar la sosire, Tamler s-a alăturat Beitar și ulterior organizației Irgun.

### Activitate în Irgun
În 1942 a fost arestat de autoritățile britanice în Haifa și închis în lagărul de detenție de lângă Mizra, fiind eliberat în martie 1943. După eliberare, a fost numit comandant regional în zona Petah Tikva și mai târziu în Tel Aviv, organizând o serie de operațiuni împotriva administrației britanice:
- Capturarea unui camion cu explozibili lângă Migdal Tzedek;
- Sabotarea stâlpilor de comunicații în zona Petah Tikva (1945);
- Furtul de arme din depozitele armatei britanice din Sarafand;
- Atacul asupra biroului de imigrație din Haifa (12 februarie 1944);
- Sabotarea conductelor de petrol (mai 1945);
- Capturarea de explozibili din depozitele companiei Solel Boneh (august 1945);
- Atacul asupra secției de poliție din Haifa (29 septembrie 1945);
- Sabotarea gării din Lod în cadrul acțiunii „Noaptea trenurilor” (1 noiembrie 1945).

### Arestarea și evadarea
Pe 2 aprilie 1946, Tamler a fost arestat în timp ce transporta o armă. A fost condamnat la șapte ani de închisoare și închis în Închisoarea Centrală din Ierusalim. La 20 februarie 1948, a evadat spectaculos, alături de alți 11 membri ai Irgun și Lehi, printr-un tunel săpat sub clădirea închisorii.

### Moartea
La scurt timp după evadare, a fost numit într-o poziție de conducere în cadrul comandamentului național al Irgun. Pe 29 aprilie 1948, în timpul bătăliei pentru Iafo, a fost ucis de un obuz tras de forțele britanice. Liderul Irgun, Menachem Begin, l-a elogiat numindu-l „cel mai valoros om din organizație”.
A fost înmormântat în Cimitirul Nahalat Yitzhak din Giv'atayim.

## Moștenire
Eliyahu Tamler este considerat unul dintre cei mai dedicați și eficienți comandanți ai Irgun. A fost comemorat în diverse publicații, și figurează în memorialul oficial israelian dedicat luptătorilor evrei.